# Heinrichs (Suhl)
Heinrichs è una frazione (Ortsteil) della città tedesca di Suhl, nel Land della Turingia.

## Monumenti e luoghi d'interesse
Municipio (Rathaus)Imponente edificio a tre piani con struttura a graticcio, risalente nelle sue forme odierne al XVII secolo;
Chiesa di Sant'Ulderico (Ulrichskirche)Costruzione tardogotica della fine del XV secolo, eretta sul sito di una precedente chiesa romanica.